# Saint-Martin (Baix Rin)
 Saint-Martin (en alsacià Salmàrter) és un municipi francès, situat a la regió del Gran Est, al departament del Baix Rin. L'any 1999 tenia 303 habitants.
Forma part del cantó de Mutzig, del districte de Sélestat-Erstein i de la Comunitat de comunes de la Vall de Villé.

## Demografia
| 1962 | 1968 | 1975 | 1982 | 1990 | 1999 |
| ---- | ---- | ---- | ---- | ---- | ---- |
| 268  | 283  | 326  | 300  | 306  | 303  |

## Administració
| Període | Identitat  | Partit |
| ------- | ---------- | ------ |
| 2001-   | André Clad |        |